# Polar-Weide
Die Polar-Weide (Salix polaris) ist eine Pflanzenart aus der Gattung der Weiden (Salix) innerhalb der Familie der Weidengewächse (Salicaceae).

## Beschreibung

### Erscheinungsbild, Rinde und Blatt
Die Polar-Weide wächst als kleiner, kriechender, sommergrüner Strauch (Spalierstrauch), der typische Wuchshöhen von 1 bis 9 cm erreicht, selten bis 15 cm. Sie bildet durch Rhizome oder Stolone flächige Matten aus. Es werden aufrechte Hauptäste gebildet. Die Rinde der Äste ist rotbraun, dünn bis dick bereift und kahl. Die Rinde der Zweige ist bräunlich kahl und nicht bereift.
Die wechselständig an den Zweigen angeordneten Laubblätter sind in Blattstiel und Blattspreite gegliedert. Der 2 bis 10 mm lange, kahle Blattstiel besitzt keine Drüsen und ist tief konkav im Querschnitt, aber die Ränder bedecken die Furche nicht. Die meist dunkelgrüne, krautige bis ledrige, flache Blattspreite ist bei einer Länge von 5 bis 32 mm und einer Breite von 8 bis 18 mm kreisförmig, mehr oder weniger breit elliptisch oder verkehrt-eiförmig, bei einem Längen-Breiten-Verhältnis von 1,1 bis 2,8. Die Spreitenbasis läuft spitz aus, ist keilförmig oder stumpf. Das obere Ende der Blattspreite ist gerundet, spitz oder manchmal stumpf. Der Blattrand ist glatt. Die Blattoberseite ist glänzend und meist kahl. Stomata befinden sich auf beiden Blattseiten. An jungen Pflanzenexemplaren sind die Laubblätter gelblich-grün und kahl und die Blattunterseite ist nicht bereift und meist kahl, selten besitzt sie lange gerade Haare (Trichome). Im Herbst färben sich die Blätter gelb. Wenn Nebenblätter vorhanden sind, dann sind sie schuppenartig.

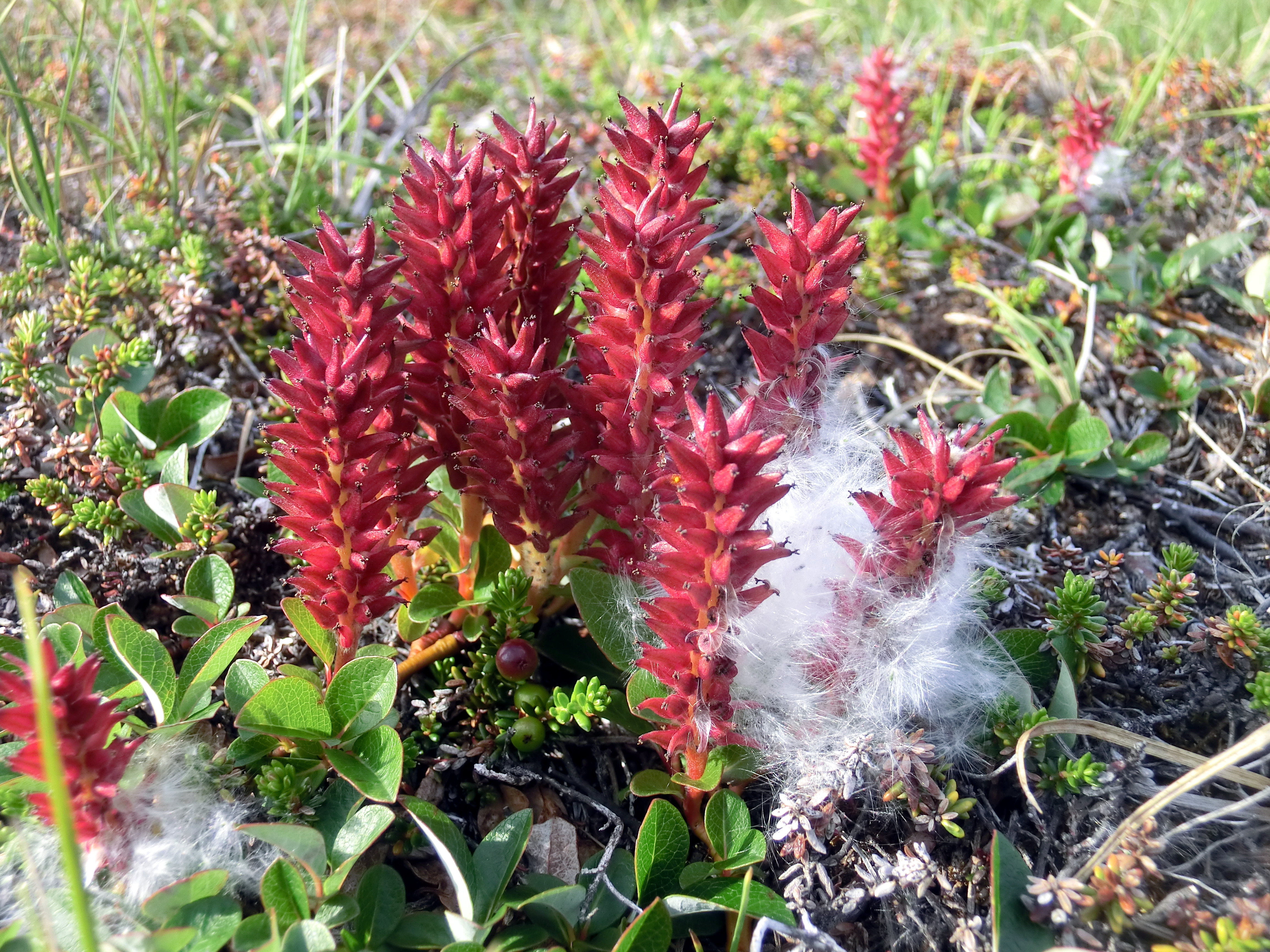
Polar-Weide (Salix polaris) in Grönland

### Blütenstände, Blüten und Früchte
Die Polar-Weide ist zweihäusig getrenntgeschlechtig (diözisch). Vor dem Laubaustrieb beim Öffnen der Blattknospen erscheinen an den Spitzen des vorjährigen Zuwachses ein bis einige kätzchenförmigen Blütenstände mit jeweils nur wenigen Blüten. Die männlichen Kätzchen sind bei einer Länge von 6 bis 27 mm und einer Breite von 6 bis 12 mm gedrungen, mehr oder weniger kugelförmig und enthalten dicht gedrängt die Blüten; sie stehen an 1,5 bis 14 mm langen Blütentrieben auf 1,5 bis 9 mm langen Blütenstandsschäften. Die weiblichen Kätzchen sind bei einer Länge von 10 bis 35 mm und einer Breite von 7 bis 13 mm gedrungen, mehr oder weniger kugelförmig und enthalten mehr oder weniger dicht gedrängt die Blüten; sie stehen an 1 bis 12 mm langen Blütentrieben auf 2 bis 12 mm langen Blütenstandsschäften. Die braunen bis schwarzen oder zweifarbigen, ganzrandigen Tragblätter besitzen eine Länge von 1,5 bis 2,5 mm und sind in der Mitte oder an der Spitze am breitesten; sie sind kahl oder auf der ganzen Fläche spärlich mit geraden oder gewellten Haaren bedeckt. Die männlichen Blüten besitzen meist oben und unten jeweils eine Nektardrüse. Die zwei Staubblätter besitzen einen kahlen Staubfaden. Die anfangs purpurfarbenen später gelben Staubbeutel sind bei einer Länge von 0,4 bis 0,6 mm ellipsoid oder eiförmig. Die weiblichen Blüten sind 0,8 bis 1,4 mm lang. Der behaarte Fruchtknoten enthält zehn bis zwölf Samenanlagen. Der 0,7 bis 1,6 mm lange Griffel endet einer schmal-zylindrischen Narbe mit 0,4 bis 0,72 mm langen Lappen.
Die bräunlichen, kahlen Kapselfrüchte weisen eine Länge von 5 bis 7 mm auf.

### Chromosomenzahl
Die Chromosomenzahlen betragen 2n = 76 und 114. An Ploidiegraden wurden Tetraploidie und Hexaploidie nachgewiesen.

## Verbreitung
Das natürliche Verbreitungsgebiet der Arktischen Weide erstreckt sich zirkumpolar über die Tundren Europas, Nordamerikas und Asiens. Man findet sie aber auch in den gebirgigen Gegenden Norwegens, Spitzbergens und British Columbias (Kanada). Die südlichsten Fundorte reichen heute bis 60° N.

## Systematik
Die Erstbeschreibung von Salix polaris erfolgte 1812 durch Göran Wahlenberg in Flora Lapponica, S. 261–262, Tafel 13, Abbildung 1. Synonyme für Salix polaris Wahlenb. sind: Salix polaris subsp. pseudopolaris (Flod.) Hultén, Salix polaris var. glabrata Hultén, Salix polaris var. selwynensis Raup, Salix pseudopolaris Flod. 